# Вернер Баєр
Вернер Баєр (6 травня 1931 — 31 березня 2016) — американський економіст, що працював в університеті штату Іллінойс Урбана-Шампейн, професор економіки. Він отримав ступінь бакалавра з Королівського коледжу в 1953 році, а також магістра та доктора філософії Гарвардського університету в 1955 та 1958 роках відповідно. Його дослідження зосереджені на індустріалізації та економічному розвитку Латинської Америки, особливо індустріалізації імпортозаміщення (ISI) та Бразилії. Почесний професор Львівської політехніки.
Дослідження та публікації Баєра зосереджувалися головним чином на галузях індустріалізації, економічного зростання та розвитку, державної політики, інфляції, розподілу доходів та справедливості.
Він мав видатний рекорд наукових видань, включаючи такі книги, як «Індустріалізація та економічний розвиток в Бразилії» (1965), «Розвиток бразильської металургійної промисловості» (1970) «Бразильське господарство: його зростання і розвиток» (1979), тепер у шостому виданні, а також тривалий потік статей з різноманітних питань економіки та політики.
Одним з унікальних аспектів роботи Баєра є зв'язок між історичним, соціальним та інституційним спадкоємством бразильського минулого та його безпосередньої і постійної взаємодії з найактуальнішими питаннями економічної та державної політики.
Він служив у редакційних колективах «Лузо-бразильський огляд», «Економічний ринок», «Economia Aplicada», «Латиноамериканський бізнес-огляд», «Revista Latinoamericana de Historica Economica y Social», «Ревіста Парагвай», «Економічний соціологічний», «Латиноамериканський дослідницький огляд» та «Світовий розвиток».
Він викладав у Єлі (1961–1965), Вандербілті (1965–1974) та Іллінойському університеті (1974–2016), а також займав посаду програмного радника Фонду Форда в Ріо-де-Жанейро з 1967 по 1976 рр. Він заохочував велику кількість молодих людей займатися дослідженнями у Бразилії, і багато з них, як з США, так і з Бразилії, отримали докторські ступені у галузі економіки під його керівництвом.
Баєр кілька разів отримував високі відзнаки у Бразилії. Він отримав престижну медаль Ріо-Бранко від Міністерства закордонних справ Бразилії у грудні 2000 року, Медалья де Онра да Інконфіденція з штату Мінас-Жерайс 1995 року, та Національний орден Південного хреста від уряду Бразилії у 1982 році.
Економіст Світового банку Карлос Альберто Брага зазначає, що аналіз Баєра економічного розвитку Латинської Америки займає визначне місце в економічній літературі, присвяченій регіону. Баєр був впливовим мислителем і дослідником, під влиповом  вченого було створено одну з найбільших мереж зацікавлених в економіці Латинської Америки. Його вплив на дебати про економічний досвід Латинської Америки виходить далеко за його твори. За час своєї роботи в Іллінойсі, Баєр давав поради Рафаелю Корреа, нинішньому президенту Еквадору, та Олександру Томбіні, колишньому президенту Бразильського центрального банку. Його книга «Бразильська економіка: ріст і розвиток» — це один з найважливіших книг на англійській мові про аспекти економічного розвитку Бразилії, яка видавалася вже 7 разів.
Він був видатним викладачем у Папському католицькому університеті в Ріо-де-Жанейро, Бразилія, а також в Новому університеті Лісабона, Португалія. Він також працював доцентом Єльського університету та викладачем Гарвардського університету.
Вернер Баєр помер після раптової та короткої хвороби 31 березня 2016 року.